# Cesare Lombroso

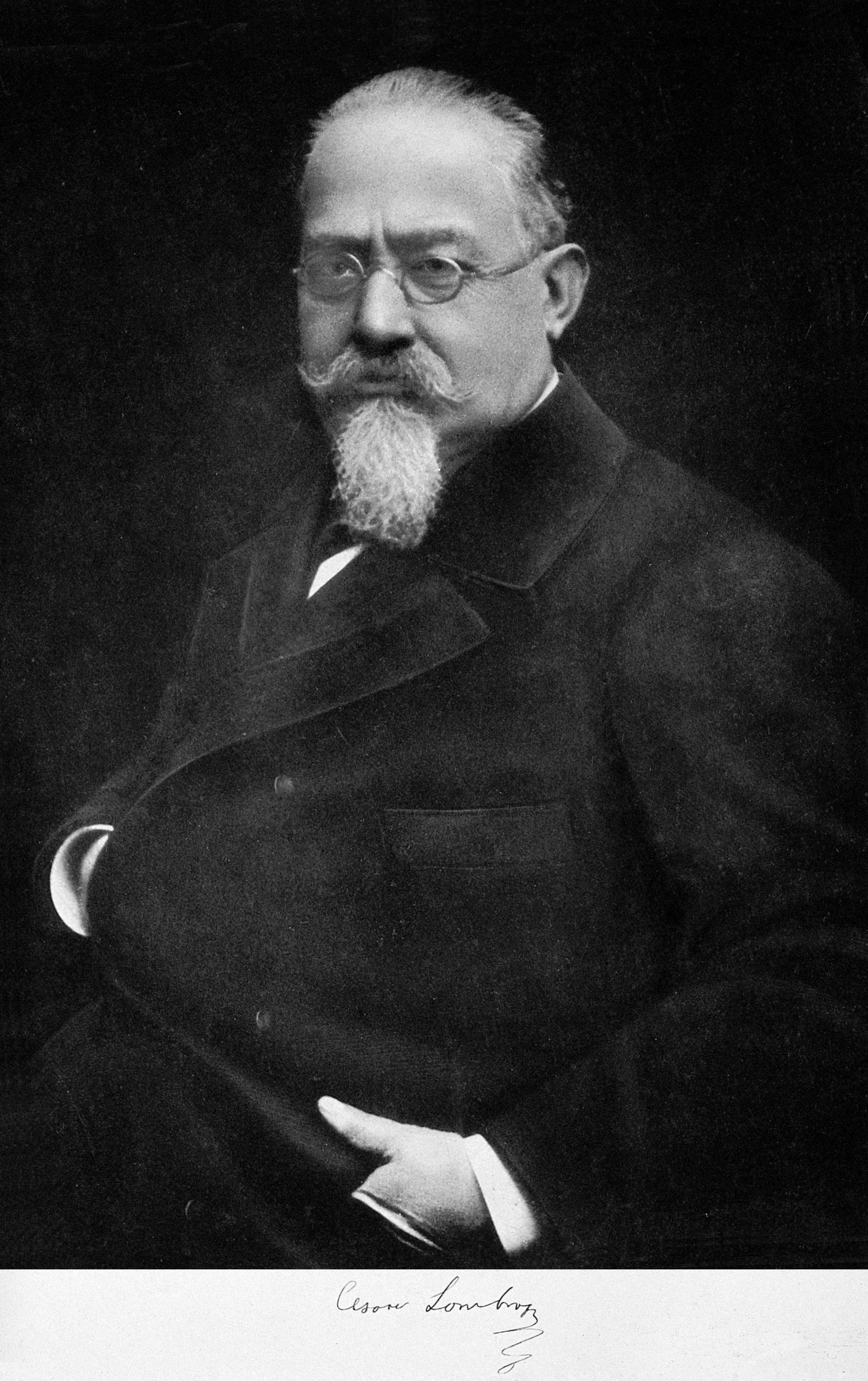
Cesare Lombroso

Cesare Lombroso (eigenlijk Ezechia Marco Lombroso) (Verona, 6 november 1835 – Turijn, 19 oktober 1909) was een Italiaans criminoloog. Hij was de grondlegger van de positivistische stroming in de criminologie en/of de Italiaanse criminologenschool.
Lombroso keerde zich tegen de gevestigde klassieke school van criminologie die stelde dat misdaad een onlosmakelijk onderdeel was van de menselijke natuur. Volgens Lombroso was criminaliteit niet normaal zoals de klassieke school beweerde, maar een afwijking. Hij wilde aantonen dat misdadigheid erfelijk bepaald was en baseerde zich op concepten uit de fysiognomie, vroege eugenetica, psychiatrie en het sociaal darwinisme. Volgens Lombroso bestaat er zoiets als een geboren crimineel. Wie een geboren crimineel was, zou vastgesteld kunnen worden door lichamelijke kenmerken die een misdadiger aanduiden als wild of atavistisch.

## Vroege leven
Lombroso werd geboren in een welvarend Joods gezin. Hij studeerde medicijnen in Padua, Wenen en Parijs, en werd in 1859 legerchirurg. In 1862 werd hij aangesteld als hoogleraar in geestesziekten in Pavia en aanvaardde hij de leiding over de psychiatrische instelling in Pesaro. Later werd hij ook hoogleraar in medisch recht en psychiatrie in Turijn.

## Criminologie
Lombroso verbreidde het idee van geboren crimineel door biologisch determinisme. Misdadigers hebben bepaalde uiterlijke kenmerken of afwijkingen. Fysiognomie of gelaatkunde was het streven naar kennis van het karakter en de persoonlijkheid door middel van de studie van de bouw en het voorkomen van het gelaat. Criminelen zouden volgens Lombroso herkenbaar zijn aan fysieke atavistische stigmata, zoals brede kaken, diepliggende ogen, vaak doorlopende wenkbrauwen, een asymmetrisch gezicht, hoge jukbeenderen, afwijkende oren, haviksneus, vlezige lippen en dergelijke.
Bij de schedel van de beruchte crimineel Giuseppe Villella ontdekte Lombroso kuiltjes in de slapen van diens schedel, zoals bij apen. Als in een openbaring zag hij de wetenschappelijke verklaring voor criminele deviantie: Bij de aanblik van die schedel leek ik ineens te zien, verlicht als een uitgestrekte vlakte onder een vlammende hemel, het probleem van de aard van de crimineel - een atavistisch wezen dat in zijn persoon de woeste instincten van de primitieve mens en de inferieure dieren reproduceert. Zo werden anatomisch de enorme kaken verklaard, de hoge jukbeenderen, prominente wenkbrauwen, solitaire lijnen in de handpalmen, extreem grote oogkassen, handvatvormige oren zoals bij criminelen, wilden en apen, de ongevoeligheid voor pijn, extreem scherp zicht, tatoeages, buitensporige luiheid, liefde voor orgieën en de onweerstaanbare hunkering naar het kwaad omwille van zichzelf; de wens om niet alleen het leven in het slachtoffer te doven, maar het lijk te verminken, zijn vlees te scheuren en zijn bloed te drinken.  - C. Lombroso: L'uomo delinquente, 1876

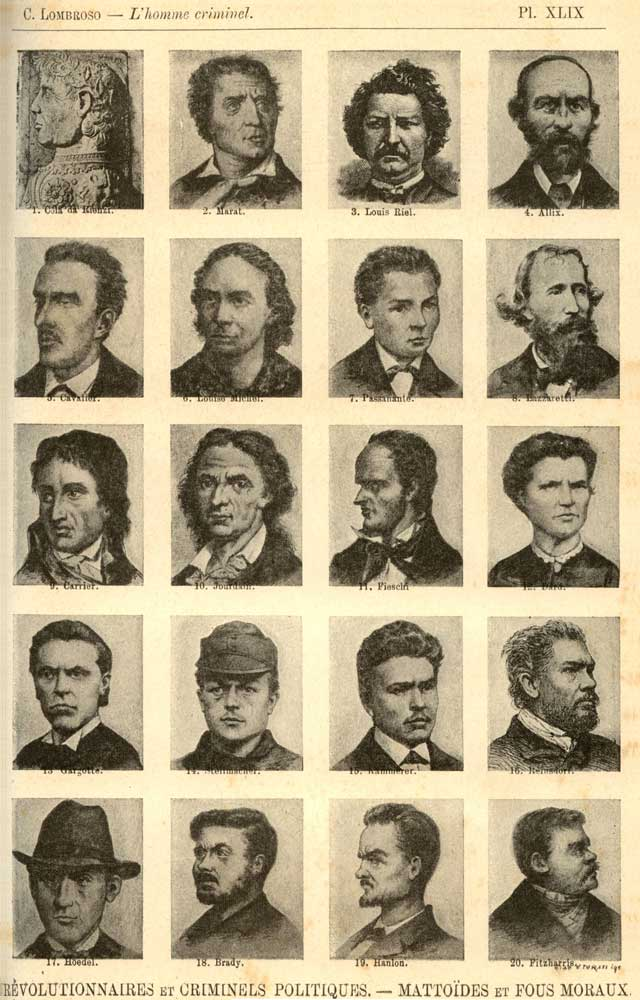
Kenmerken van criminelen volgens Lombroso

## Evolutie en degeneratie
Lombroso baseerde zijn theorie op onderzoek onder duizenden gevangenen. Zijn theorie legt een verband met de evolutietheorie. Criminaliteit, zo stelde Lombroso, was iets primitiefs dat vanzelf zou verdwijnen wanneer de evolutie haar gang zou kunnen gaan. Mensen die ernstige misdaden begingen, waren in deze opvatting individuen die (nog) erfelijke eigenschappen bezaten die de meeste mensen tijdens de evolutie zijn kwijtgeraakt. In plaats van te evolueren, degenereerden zij. Maar, zo stelde Lombroso, criminelen zijn wel een uitzondering op de regel. De psychische eigenschappen van deze mensen, de neiging tot misdaad, morele afstomping en de wispelturigheid, gingen volgens Lombroso samen met fysieke eigenschappen. Omdat Lombroso zijn theorie baseerde op zijn vermeende kennis van natuur van de mens (in het Grieks: anthropos) worden zijn opvattingen ook wel de antropologische criminologie genoemd. De theorie van Lombroso sloot aan bij het toentertijd algemene geloof dat het karakter van een persoon aan het uiterlijk kon worden afgelezen. Mooie mensen zouden een beter karakter hebben dan lelijke.

## Tegenstanders van Lombroso
Lombroso had felle tegenstanders. Aanvankelijk waren dit vooral artsen die parallellen zagen met ontdekkingen in de medische wetenschappen. Zij trokken de ontdekkingen door naar de samenleving; een crimineel vergeleken zij met de bacterie die pas goed gaat gedijen als de voedingsbodem goed is. In het geval van criminaliteit werd de samenleving als voedingsbodem gezien. Een samenleving met veel ongelijkheid was zo'n goede voedingsbodem en zou criminaliteit creëren. Daarmee zeiden zijn tegenstanders: Elke samenleving heeft de misdaad die zij verdient. Lombroso heeft naar aanleiding van deze kritieken zijn theorie enkele malen bijgesteld. Zo meende hij later dat criminaliteit het resultaat is van individuele (biologische) en sociale factoren.

## Sociologische school
Halverwege de 20e eeuw kwam in Europa de sociale theorie op. Al aan het einde van de 19e eeuw verklaarde de socioloog Émile Durkheim dat verschijnselen als criminaliteit gezien moesten worden als een normaal maatschappelijk verschijnsel. Dit was het begin van de criminele sociologie, waarin sociaal milieu, aangeleerd gedrag, sociale ongelijkheid, stigmatisering en maatschappelijke bindingen belangrijke uitgangspunten werden. Vanwege het onderscheid met de antropologische school werd deze richting de milieuschool genoemd, die zich richt op nurture. In Europa blijft dit tot de jaren 1980 de dominante theorie. Toen Wouter Buikhuisen in Nederland in de jaren 1970 onderzoek wilde doen naar biologische kenmerken van criminelen, werd hij onmiddellijk vergeleken met Lombroso. Buikhuisens ideeën leidden tot een grote rel die hem uiteindelijk zijn wetenschappelijke carrière kostte. Pas vanaf de jaren 1990 kan er weer voorzichtig gesproken worden over genetische en/of persoonlijke factoren en criminaliteit.

## Erfenis
Lombroso heeft een slechte naam in de wetenschap: hij wordt altijd in verband gebracht met stigmatisering en schedelmetingen. Toch was Lombroso ook een van de eerste verdedigers van een meer humane behandeling van gevangenen - juist omdat zij geen schuld droegen aan hun misdadigheid. Hij verdedigde de humane behandeling van criminelen door te pleiten voor rehabilitatie en tegen lijfstraffen.  Lombroso's werk kwam in de verdrukking door zijn sociaal-darwinistische instelling en in het bijzonder het genetisch concept van de evolutie als vermeende vooruitgang van lagere levensvormen naar hogere levensvormen en zijn aanname dat de meer vooruitstrevende menselijke eigenschappen hen in staat zouden stellen vredig samen te leven binnen een hiërarchisch georganiseerde maatschappij. In een poging misdaad te voorspellen aan de hand van schedelvormen en andere fysieke kenmerken van misdadigers schiep Lombroso een nieuwe pseudowetenschap van forensische frenologie en zijn werk was een van de pijlers van de eugenetica aan het begin van de 20e eeuw.
Lombroso was een pionier in de criminologie, maar zijn ideeën worden niet langer als een fundament voor de moderne criminologie beschouwd.

## Psychiatrische kunst
Lombroso publiceerde in 1889 De Genius mens (oorspronkelijke titel: L'uomo di genio in rapporto alla psichiatria). Dit boek toont aan dat een kunstzinnig genius een vorm van erfelijke waanzin is. Om deze stelling kracht bij te zetten verzamelde hij veel psychiatrische kunst. Hij publiceerde een artikel over dit onderwerp in 1880, waarin hij dertien typische eigenschappen van kunst van de gek rubriceerde. Hoewel deze criteria algemeen als achterhaald gelden, inspireerde hij latere schrijvers op dit gebied, in het bijzonder Hans Prinzhorn.

## Trivia
- De faculteitskring Criminologie aan de Universiteit Gent heet Lombrosiana, wat een verwijzing is naar Cesare Lombroso.